# 1638 Ruanda
1638 Ruanda è un asteroide della fascia principale. Scoperto nel 1935, presenta un'orbita caratterizzata da un semiasse maggiore pari a 2,7472216 UA e da un'eccentricità di 0,1909307, inclinata di 0,28861° rispetto all'eclittica.
L'asteroide prende il nome dal territorio coloniale del Ruanda-Urundi.